# 程轍
程轍（15世紀—16世紀），又名程仁，字守之，南直隸徽州府歙縣人，明朝政治人物。

## 生平
程轍是弘治五年（1492年）壬子科應天鄉試第一百七名舉人，授華容知縣，其時華容欠稅達五年，上級急於催收，他集合父老說：「知縣為政當為緩於催科，你們儘管食土之毛，怎會成為父母負累？當賦外有責，知縣自會擔當。」縣民都覺得感動，當年比鄰縣先繳清稅賦，後因忤逆劉瑾遭罷官，劉瑾伏誅後，正德七年（1512年）起為永興知縣，勤政愛民，豪猾斂跡，又興建石城，後來上疏自行辭官回鄉。

## 引用
1. 1 2  民國《歙縣志·卷六·人物志》：程轍，字守之，一名仁，領鄉薦授華容令，時邑逋貸積五年，督甚急，轍集父老謂之曰：「令為政當緩催科，顧若等食土之毛，奈何為父母累乎？當賦外有責，令自當之。」民感其言，課先鄰邑完，以忤閹瑾罷，瑾誅起為永興令，上疏自免歸。
2. ↑  民國《歙縣志·卷四·選舉志》：科目……明……（弘治）五年壬子鄉試……程仁 見宦蹟
3. ↑  光緒《永興縣志·卷三十五·職官志》：知縣……明……程仁 歙縣舉人，正德七年任，勤政愛民，豪猾斂跡，初興工建石城